# التهاب المريء الناتج عن الفيروس المضخم للخلايا
الْتهابُ المَريء النّاتج عن الفَيروس المُضَخِم للخلايا هُو شَكل مِن أشْكال التِهاب المَريء المُرتبط بالفَيْروس المُضَخِم للخَلايا. تَشمل الأَعْراضُ عُسْر البلع وآلام البَطْن العُلْويّة والإسْهال والغَثَيان والقَيء وأحيانًا تَقَيُؤ دموي. يحدث هذا الالتهاب عند المَرْضى الذّين يُعانونَ مِن ضَعف جِهاز المَناعة والذين يكونون عُرضة للإصابَة بالعدوى بالفَيْروس المُضَخِم للخَلايا، وتظهر عليهم الأعراض، كَمَرضى السّكري، والمرضى الذين أجْروا عمليات زراعة، أو الذين يتناولون بعض أنواع الأدوية التي تُثَبِط جهاز المناعة. الغالبية العُظمى مِن المَرضى الذّين يُعانون مِن الْتهابُ المَريء النّاتج عن الفَيروس المُضَخِم للخلايا يُشَخصون بفيروس نقص المناعة البشرية. في المَقام الأول يُشَخَص المَرض عَن طَريق التّنظير الدّاخلي مع الخُزعة، لأنّ لَهُ نَمَط مُمَيز تَحْت المَيكروسكوب على شكل قُرحة خَطية.

## أعراض وعلامات
1. عُسْر البَلع: صُعوبة أو أَلَمْ أَثْناءَ البَلع.
2. تَقَيُؤ دَمَوي: الدم أثناء التقيؤ.
3. آلام البطن: ألم في منطقة البطن العُلوية، يَتفاقم عادة مَعَ البَلْع، و يُمكن أن يظهر الألم أيضًا كأعراض حُرْقَة المَعِدة.
4. الغثيان / التّقَيُؤ.
5. حُمّى.[3]

## انتقال
هُناك عِدَة طُرُق يُمكنُ أَنْ يَنتَقل بها الفيروس المُضَخِم للخَلايا. انْتِقال العَدوى مِنَ الأُم إلى الطّفل شائع بَعدَ الوِلادة، كما يُمكنُ أَن يَنتقل عَن طَريق الدّم أو الجِنس. مِنَ النّادر أَنْ يَنْتقلُ المَرض عن طريق اللّعاب أو الدّموع أو مُلامَسَة الجِلد.

## تشخيص
إنّ أداة التّشخيص الأَكْثَرُ فعاليةً في هذِهِ الحالة هِي التنظير الداخلي مع الخزعة. بشكلٍ عام عِند فَحص المَريء تَظهر آفات مثقبة كَبيرة في الجزء الأوسط من المريء. يُوضح التّقييم النّسيجي الإضافي للآفات وجود خَلايا مُتضخمة في الطبقة تحت الظّهارية مع شوائب داخل نواة الخلية والسيتوبلازم. بالإضافة إلى الفحص النّسيجي، فإنّ تلوين الفلورسنت ذو البقعة المَناعية يكون شَديد التحديد. تقنيات التصوير الشعاعي مثل: الأشعة السينية، أو الأشعة المقطعية ليست فعّالة في تشخيص الْتهابُ المَريء النّاتج عن الفَيروس المُضَخِم للخلايا، ولكن يمكنها تحديد أي تضيقات أو نواسير ناتجة.

## علم الأمراض
الفَحص العِيانيّ
للعيان قد يبدو المريء وكأنّه مَثقوب بسبب الإفات.
الفَحص المِجْهَري
يظهر تَضَخُم في الخلايا مع وجود شوائب داخل كل من السيتوبلازم ونواة الخلية. كما أنّ تجمعات خلايا البلعمة شائعة في الفحص المجهري.

## علاج
يَشْمَل العِلاج إِعطاء الغانسيكلوفير عَن طَريق الوَريد، ويمكن استخدام فال قانسيكلوفير أو فوسكارنت كبدائل أخرى. كُل هذه الأدوية يُمكن أن تُسَبِبَ الغَثيان والإسهال والحمى وفقدان الشهية، وتشمل الآثار الجانبية النادرة فقر الدم والرجفات.